# ميدالية جي بي تيريل التاريخية
ميدالية جي بي تيريل التاريخية هي جائزة من الجمعية الملكية الكندية «للعمل المتميز في تاريخ كندا». تأسست في عام 1927 ، وهبها الجيولوجي الكندي والمؤرخ الهواة جوزيف بور تيريل. تُمنح الميدالية كل عامين إذا كان هناك مرشح مناسب. تتكون الجائزة من ميدالية فضية مطلية بالذهب.

## المستلمون
- 2018 - ويليام وايزر ،
- FRSC 2016 - مايكل بييلس،
- FRSC 2014 - جيرالد فريزين،
- 2012 - Veronica Strong-Boag، FRSC
- 2010 - روبرت بوثويل زميل الكلية الملكية للأطباء
- 2006- H. فيفيان نيليس
- 2004 - تشاد جافيلد
- 2002- ديفيد بيركوسون
- 2000 - جوي بار، FRSC
- 1998 - جان كلود روبرت
- MSRC 1996- إيف روبي
- MSRC 1994 - كورنيليوس جيه جينين
- FRSC 1992 - جاك ل.جراناتشتاين ، زميل الكلية الملكية للجراحين
- 1990 - Hubert Charbonneau ، MSRC et Jacques Légaré
- 1988 - ج. مايكل بليس ، FRSC
- 1986 - جون دبليو هولمز ، FRSC * 1984 - Carl Berger ، FRSC
- 1982 - جان بيير والوت MSRC
- 1979 - دبليو. ج. اكليس  [لغات أخرى]‏
- 1975 - جورج رامزي كوك FRSC
- 1972 - جان هاملين FRSC
- 1970 - فرناند أوليت FRSC
- 1968 - جيرالد ويليام ل. نيكولسون
- 1966 - إدغار ماكينيس
- 1965 - و. Kaye Lamb ، FRSC
- 1964 - مارسيل تروديل
- 1963 - فرانك هـ. أندرهيل ، FRSC
- 1962 - جيمس موريس س. كارلس ، زميل الكلية الملكية للجراحين
- 1961 - جاي فريجولت
- 1960 - صموئيل ديلبرت كلارك FRSC
- 1959 - آرثر ميهوكس
- 1958 - ويليام لويس مورتون زميل الكلية الملكية للجراحين
- 1957 - جورج ف. ستانلي ، FRSC
- 1956 - أوليفييه مورولت MSRC
- 1955 - تشارلز بيري ستايسي ، FRSC
- 1954 - G.P. دي تي جلازبروك
- 1953 - Séraphin Marion، MSRC * 1952 - Charles Bruce Sissons ، FRSC
- 1951 - جان بروشي MSRC
- 1951 - دونالد جرانت كريتون ، FRSC
- 1950 - جون بارتليت بريبنر
- 1949 - ريجنالد جي تروتر ، FRSC
- 1948 - ليونيل جرولكس MSRC
- 1947 - آرثر ر. السفلى ، مجلس العلاقات الخارجية
- 1946 - أ. ليروي بيرت
- 1945 - فريد لاندون FRSC
- 1944 - هارولد آدم إنيس ، FRSC
- 1943 - غوستاف لانكتوت MSRC
- 1942 - دي سي. هارفي ، FRSC
- 1941 - آرثر سيلفر مورتون ، FRSC
- 1940 - تشيستر مارتن ، FRSC
- 1939 - إدوارد-زوتيك ماسيكوت MSRC
- 1938 - ويليام وود ، زميل الكلية الملكية للجراحين
- 1937 - Aegidius Fauteux MSRC
- 1936 - دبليو. ستيوارت والاس ، FRSC
- 1935 - إرنست الكسندر كروكشانك FRSC
- 1934 - جون كلارنس ويبستر FRSC
- 1933 - فريدريك دبليو هاواي ، FRSC
- 1932 - بيير جورج روي FRSC
- 1931 - لورانس جيه بيربي ، زمالة الكلية الملكية للأطباء
- 1930 - آدم شورت ، FRSC
- 1929 - خطأ جورج ماكينون FRSC
- 1928 - توماس تشابيس FRSC

## الروابط الخارجية
- RSC Medals & Awards - Past Award Winners

قالب:Royal Society of Canada